# 하나조노초역
하나조노초역(일본어: 花園町駅, はなぞのちょうえき)은 일본 오사카부 오사카시 니시나리구에 있는 오사카시 고속 전기궤도 요쓰바시선의 철도역이다.

## 타는 곳
| 1 | ■ 요쓰바시선 | 다마데·스미노에코엔 방면            |
| 2 | ■ 요쓰바시선 | 다이코쿠초·요쓰바시·니시우메다 방면 |

## 역세권 정보
- 하기노차야 역
- 하나조노초 우체국
- 국도 26호선
- 쓰루하시 상점가

## 역사
- 1942년 5월 10일: 요쓰바시선 다이코쿠초 ~ 당역 간 영업 개시, 당시 종착역.
- 1956년 6월 1일: 당역 ~ 기시노사토 간 영업 개시, 중간역이 됨.
- 1974년: 상하행 승강장 연결통로 설치

## 인접역
| ■ 오사카 메트로 요쓰바시선     | ■ 오사카 메트로 요쓰바시선 | ■ 오사카 메트로 요쓰바시선       |
| ------------------------------ | -------------------------- | -------------------------------- |
| Y16 다이코쿠초 니시우메다 방면 | 요쓰바시선                 | Y18 기시노사토 스미노에코엔 방면 |